# Притулок на Костричі
Притулок на Костричі ― неіснуючий харцерський (скаутський) гірський притулок.

## Історія

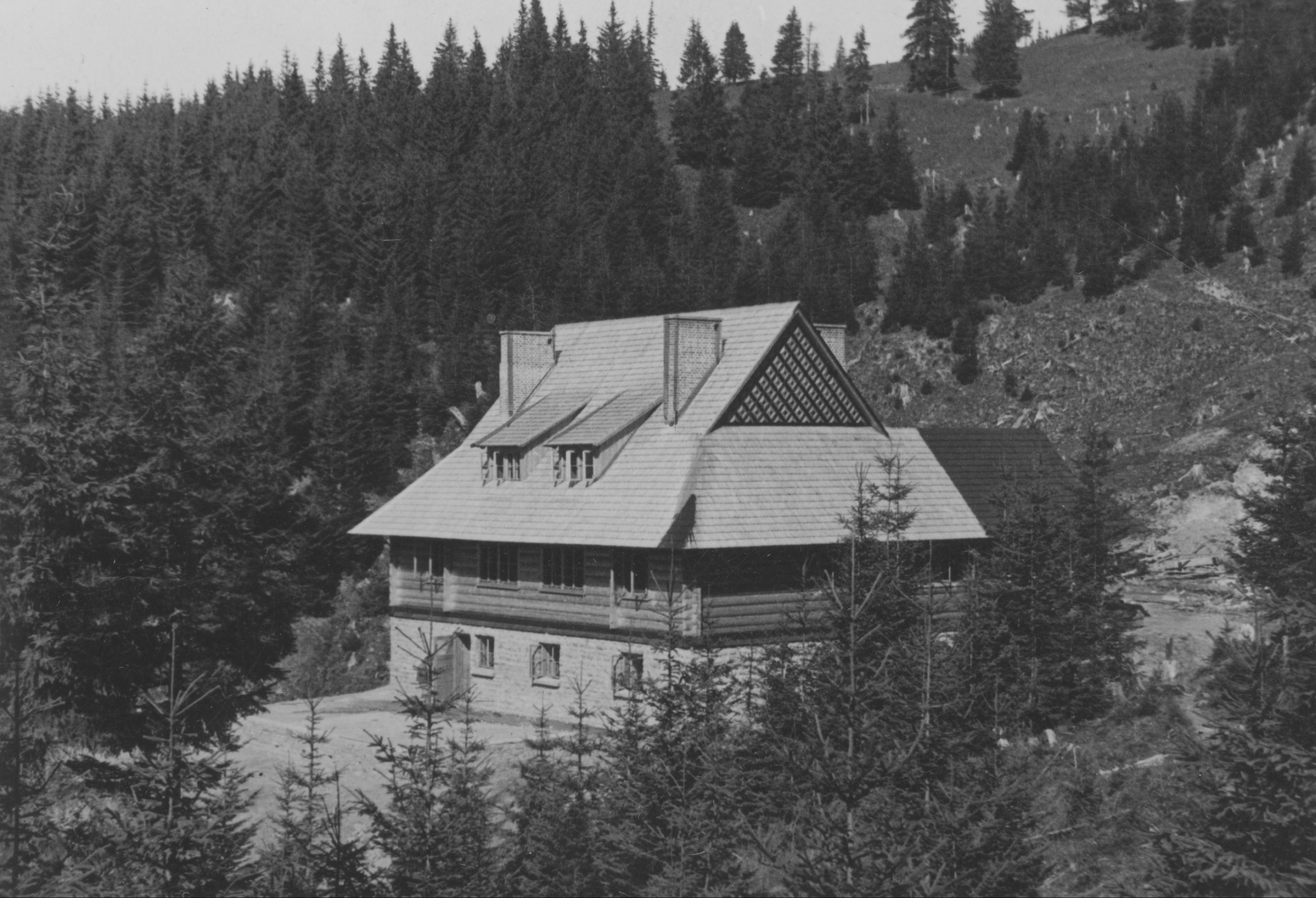
Вид на будівлю з півдня

Будівництво пластунського притулку розпочато в травні 1934 р. за проєктом інженера Єжи Антонія Жуковського. Земельну ділянку в 0,5 га придбано за 300 злотих (за іншими даними ― 200) у власника Костричі ― Сорохманюка з Яблуниці. Будівництво оплачувало Товариство Будівництва пластових притулків (Towarzystwo Budowy Harcerskich Schronisk Turystycznych). Керівником товариства була Яніна Світальська, дружина колишнього прем'єра та маршалка сейму Казимира Світальського. 
Урочисте відкриття відбулося 15 грудня 1935 р., в якому взяв участь тоді ще автор-початківець Чеслав Центкевич. Освячення притулку здійснив священник з Ворохти. Найшвидший шлях виходу до притулку був з Ворохти вузькоколійкою до ур. Озірний, звідки ще потрібно було йти пішки.
Протягом 1938-39 рр. в притулку господарювала іновроцлавська пластунка Барбара Літвіцька (Barbara Litwicka), що замінила перед 2СВ Яніну (Janina Zięba) зі Старого Сонча.
Притулок спалено під час бойових дій 1939-1945 рр., збереглися руїни.

## Опис будівлі

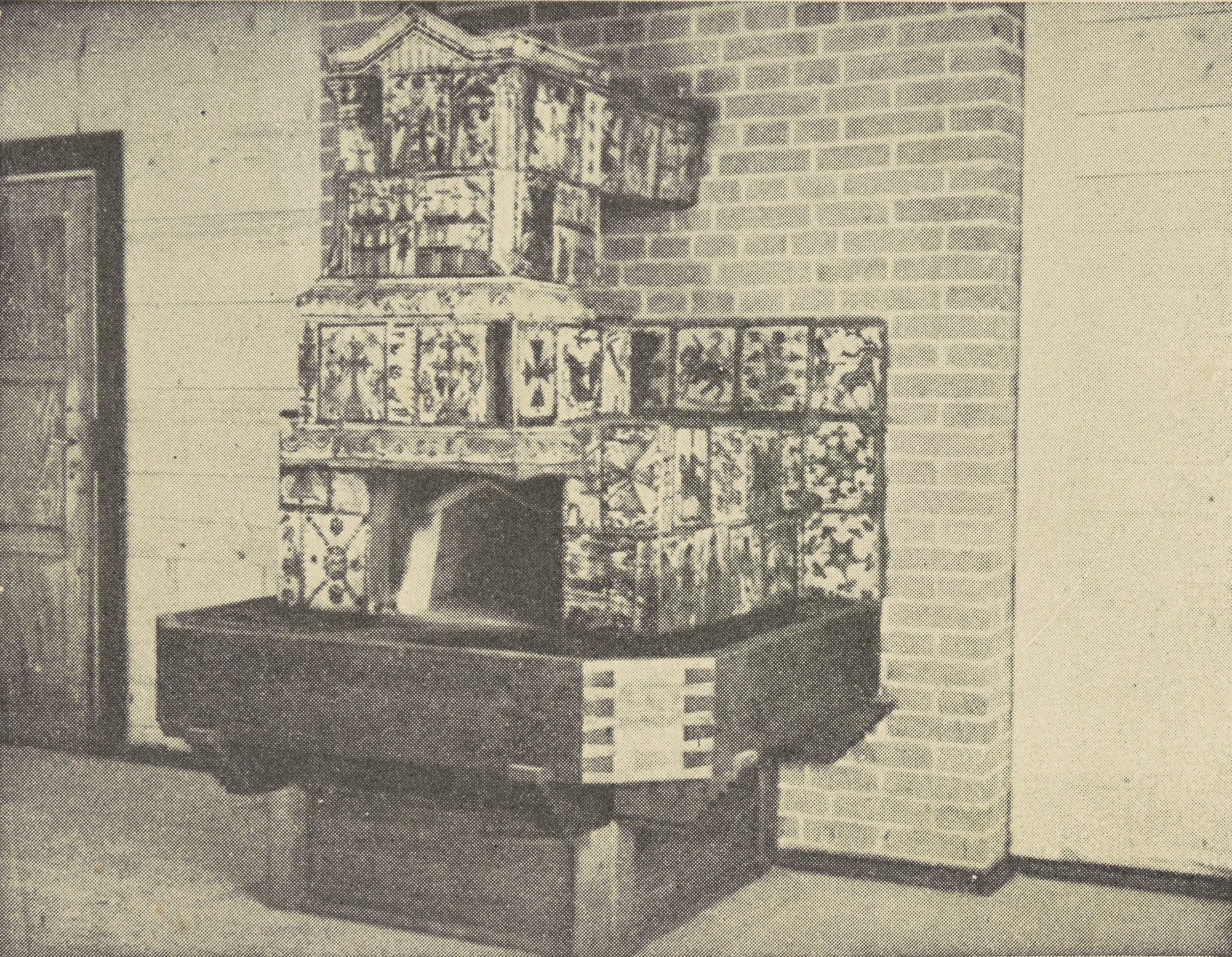
Камін оздоблений гуцульськими кахлями

Як і притулок на Кукулі, будівля мала форму гуцульської ґражди. Загальна площа приміщень 354 м² та об'єм ― 1207 м³. Електропостачання здійснювалось генератором, було облаштовано каналізацію, тепле водопостачання з душовими. 
На першому поверсі були два покої на 8 і 12 осіб, велика вітальня і одночасно їдальня з каміном, оздобленого кахлями з гуцульськими візерунками, а також дві кімнати для господаря. 
У цокольній частині були три покої (дві по 8 і 10-місна), душові та туалети М/Ж. 
У піддаховій частині три маленькі неопалювані кімнатки: дві двомісні та одна ― одномісна.

## Фотографії

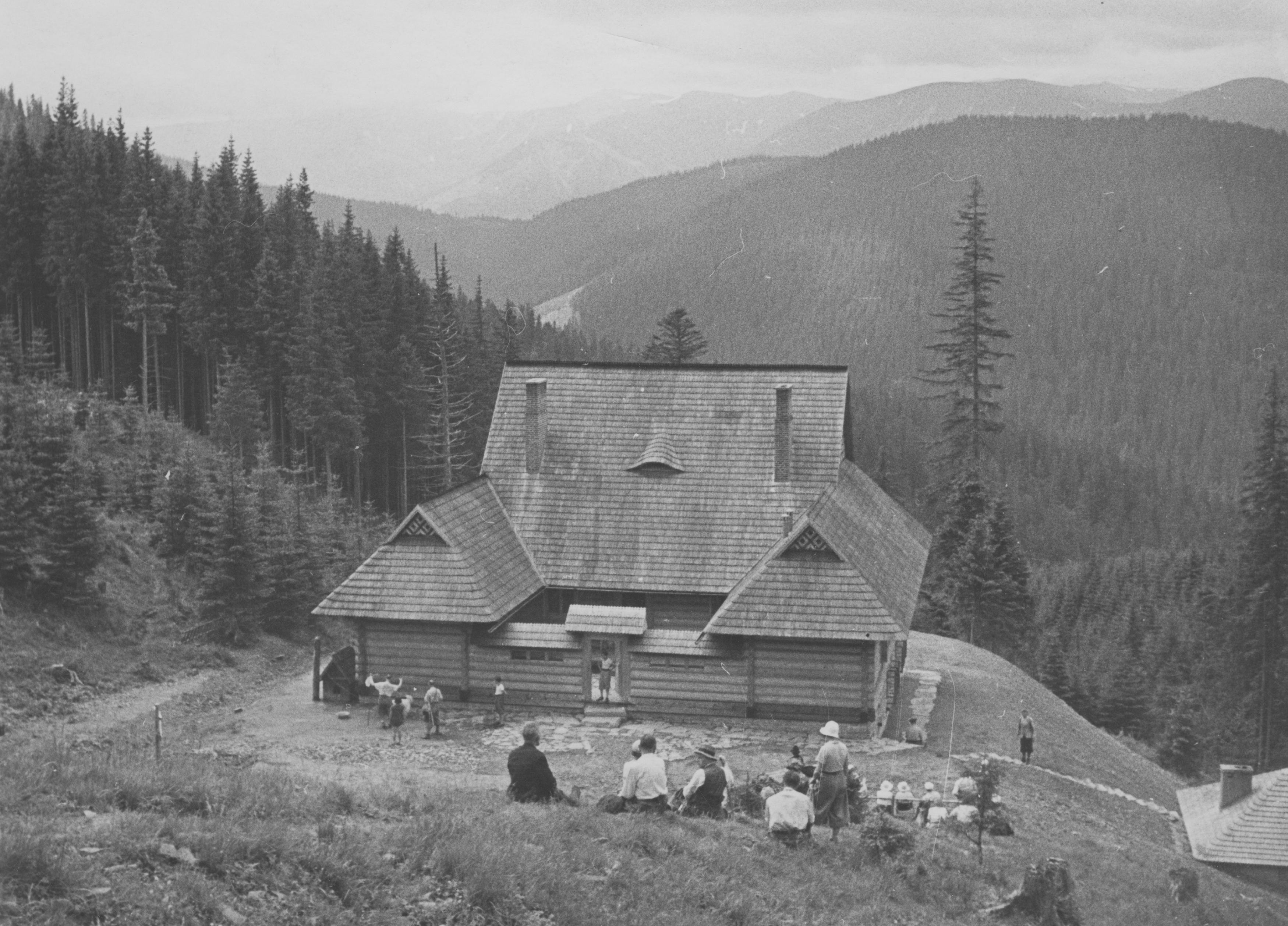
Вид з північного сходу
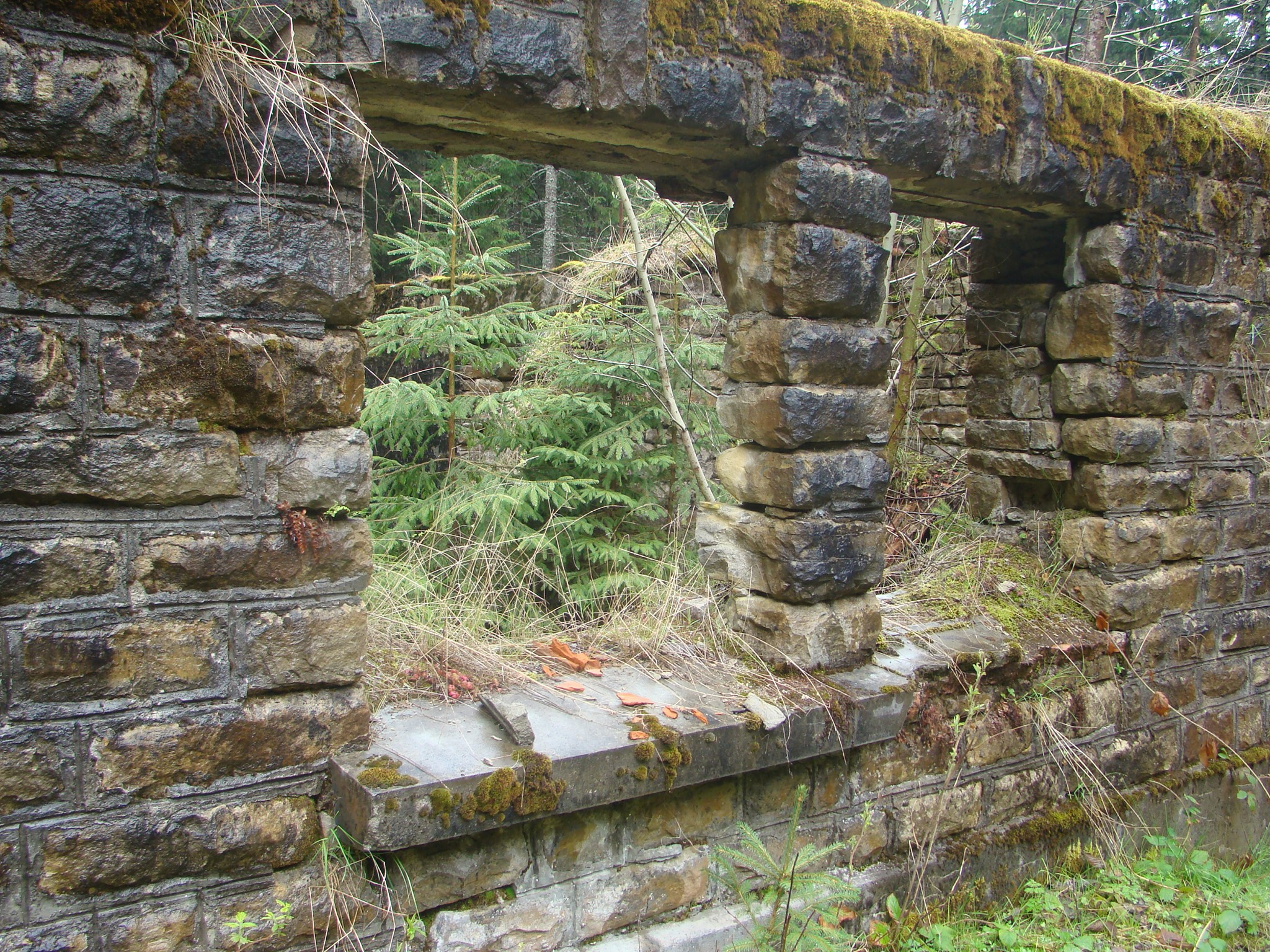
Руїни притулку в наш час
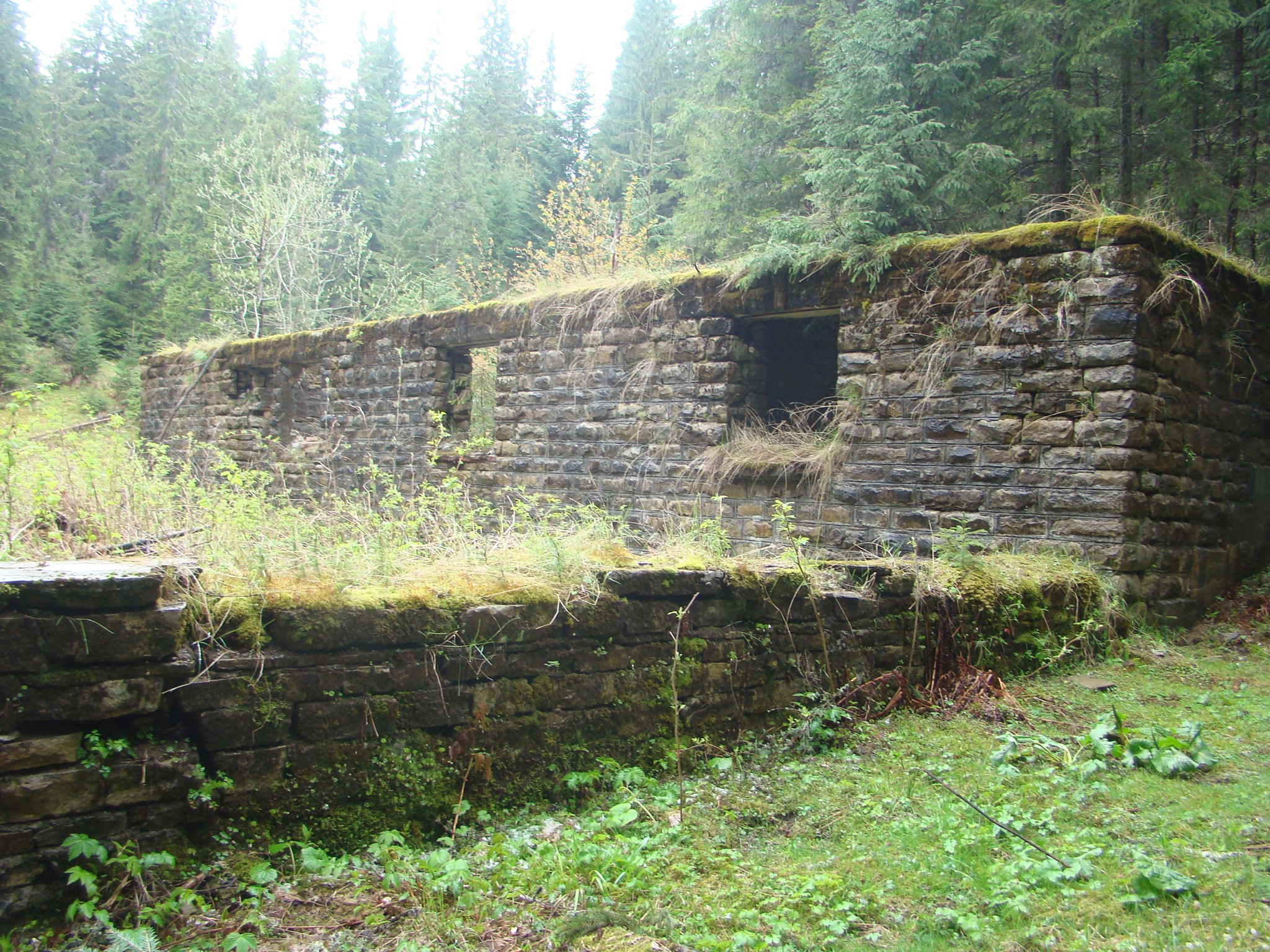
Руїни притулку в наш час